# عقبة بن عثمان
عقبة بن عثمان بن خلجة وقيل عقبة بن خلدة صحابي بدري من الأنصار من بني زريق من الخزرج، شهد غزوتي بدر وأحد، وكان ممن فرّ يوم أحد من القتال، لما دارت الدائرة على المسلمين.